# Hípica als Jocs Olímpics d'estiu de 1928
Als Jocs Olímpics d'Estiu de 1928 celebrats a la ciutat d'Amsterdam (Països Baixos) es disputaren sis proves d'hípica: doma clàssica, concurs complet i salts, tant en categoria individual com per equips. La competició es desenvolupà entre el 8 i el 12 d'agost de 1928.

## Comitès participants
Hi participaren un total de 113 genets d'un total de 20 comitès diferents:
- Alemanya (8)
- Argentina (3)
- Àustria (3)
- Bèlgica (9)
- Bulgària (3)
- Dinamarca (3)
- Espanya (6)
- Estats Units (5)
- Finlàndia (1)
- França (9)
- Hongria (5)
- Itàlia (5)
- Japó (4)
- Noruega (6)
- Països Baixos (8)
- Polònia (5)
- Portugal (3)
- Suècia (9)
- Suïssa (9)
- Txecoslovàquia (9)

## Resum de medalles
| Prova                                | Or | Argent                                                                                          | Bronze                                                                                             |
| Doma clàssica individual detalls     | Carl von Langen i Draufgänger                                                                                     | Charles Marion i Linon                                                                          | Ragnar Olson i Günstling                                                                           |
| Doma clàssica per equips detalls     | Alemanya Carl von Langen i Draufgänger · Hermann Linkenbach i Gimpel · Eugen von Lotzbeck i Caracalla             | Suècia Ragnar Olson i Günstling · Janne Lundblad i Blackmar · Carl Bonde i Ingo                 | Països Baixos Jan van Reede i Hans · Pierre Versteegh i His Excellence · Gerard le Heux i Valérine |
| Concurs complet individual detalls   | Charles de Mortanges i Marcroix                                                                                   | Gerard de Kruijff i Va-T'en                                                                     | Bruno Neumann i Ilja                                                                               |
| Concurs complet per equips detalls   | Països Baixos Charles de Mortanges i Marcroix · Gerard de Kruijff i Va-T'en · Adolph van der Voort i Silver Piece | Noruega Bjart Ording i And Over · Arthur Qvist i Hidalgo · Eugen Johansen i Baby                | Polònia Michał Antoniewicz i Moja Miła · Józef Trenkwald i Lwi Pazur · Karol Rómmel i Doneuse      |
| Salts d'obstacles individual detalls | František Ventura i Eliot                                                                                         | Pierre Bertran i Papillon                                                                       | Charles-Gustave Kuhn i Pepita                                                                      |
| Salts d'obstacles per equips detalls | Espanya José Navarro i Zapatazo · José Álvarez i Zalamero · Julio García i Revistade                              | Polònia Kazimierz Gzowski i Mylord · Kazimierz Szosland i Ali · Michał Antoniewicz i Readgleadt | Suècia Karl Hansén i Gerold · Carl Björnstjerna i Kornett · Ernst Hallberg i Loke                  |

## Medaller
| Posició | País           | Or | Argent | Bronze | Total |
| 1       | Països Baixos  | 2  | 1      | 1      | 4     |
| 2       | Alemanya       | 2  | 0      | 1      | 3     |
| 3       | Txecoslovàquia | 1  | 0      | 0      | 1     |
| 3       | Espanya        | 1  | 0      | 0      | 1     |
| 5       | França         | 0  | 2      | 0      | 2     |
| 6       | Suècia         | 0  | 1      | 2      | 3     |
| 7       | Polònia        | 0  | 1      | 1      | 2     |
| 8       | Noruega        | 0  | 1      | 0      | 1     |
| 9       | Suïssa         | 0  | 0      | 1      | 1     |